# Alcázar del Rey
Alcázar del Rey – gmina w Hiszpanii, w prowincji Cuenca, w Kastylii-La Mancha, o powierzchni 46,5 km². W 2011 roku gmina liczyła 193 mieszkańców.